# The English Patient
The English Patient (Brasil: O Paciente Inglês / Portugal: O Doente Inglês) é um romance do canadense Michael Ondaatje, que deu origem ao filme The English Patient ("O Paciente Inglês", no Brasil e em Portugal). Venceu o Prémio Man Booker em 1992.
A narrativa passa-se no Norte de África e Itália durante a Segunda Guerra Mundial.